# 626

Keizer Tai Zong van de Tang-dynastie

Het jaar 626 is het 26e jaar in de 7e eeuw volgens de christelijke jaartelling.

## Gebeurtenissen

### Byzantijnse Rijk
- Zomer - Byzantijns-Perzische Oorlog: De Avaren, Bulgaren en Slaven (80.000 man) belegeren Constantinopel en brengen grote schade toe aan het aquaduct van Valens. Een klein Perzisch expeditieleger bedreigt de Byzantijnse hoofdstad aan de oostzijde van de Bosporus. De verdediging van de stad (12.000 man) wordt geleid door Sergius I, patriarch van Constantinopel. De belegering wordt na bijna 2 maanden door de Avaren opgeheven, nadat de Perzische vloot in de Gouden Hoorn is vernietigd.
- Keizer Herakleios sluit in Armenië een alliantie tegen de Perzen met de Chazaren, een strijdlustig Turks nomadenvolk, stammend uit het gebied van de Kaukasus.

### Brittannië
- Koning Edwin van Northumbria sticht de stad Edinburgh (huidige Schotland) en laat zijn pasgeboren dochter Eanfled dopen door Paulinus, bisschop van York.
- Edwin van Northumbria verovert de eilanden Man en Anglesey. Hij wordt door de Angelsaksische koninkrijken (Heptarchie) erkend als "Heer van Brittannië".
- Penda (r. 626-655) volgt zijn oom Cearl op als koning van Mercia (Engeland).

### Azië
- 4 september - Keizer Gao Zu, grondlegger van de Tang-dynastie, treedt af ten gunste van zijn zoon Tai Zong die de troon bestijgt van het Chinese Keizerrijk.
- Tai Zong voert landhervormingen door en demobiliseert het Chinese leger. Hij richt een militie op om de keizerlijke grenzen en de handelsroutes te bewaken.

## Geboren
- Bathildis, Frankisch koningin (overleden 680)
- Eanfled, koningin van Northumbria (Engeland)
- Gertrudis van Nijvel, Frankisch abdis (overleden 659)
- Heraklonas, keizer van het Byzantijnse Rijk
- Tenji, keizer van Japan (overleden 672)

## Overleden
- Warnachar II, Frankisch hofmeier (waarschijnlijke datum)